# Amani al-Khatahtbeh

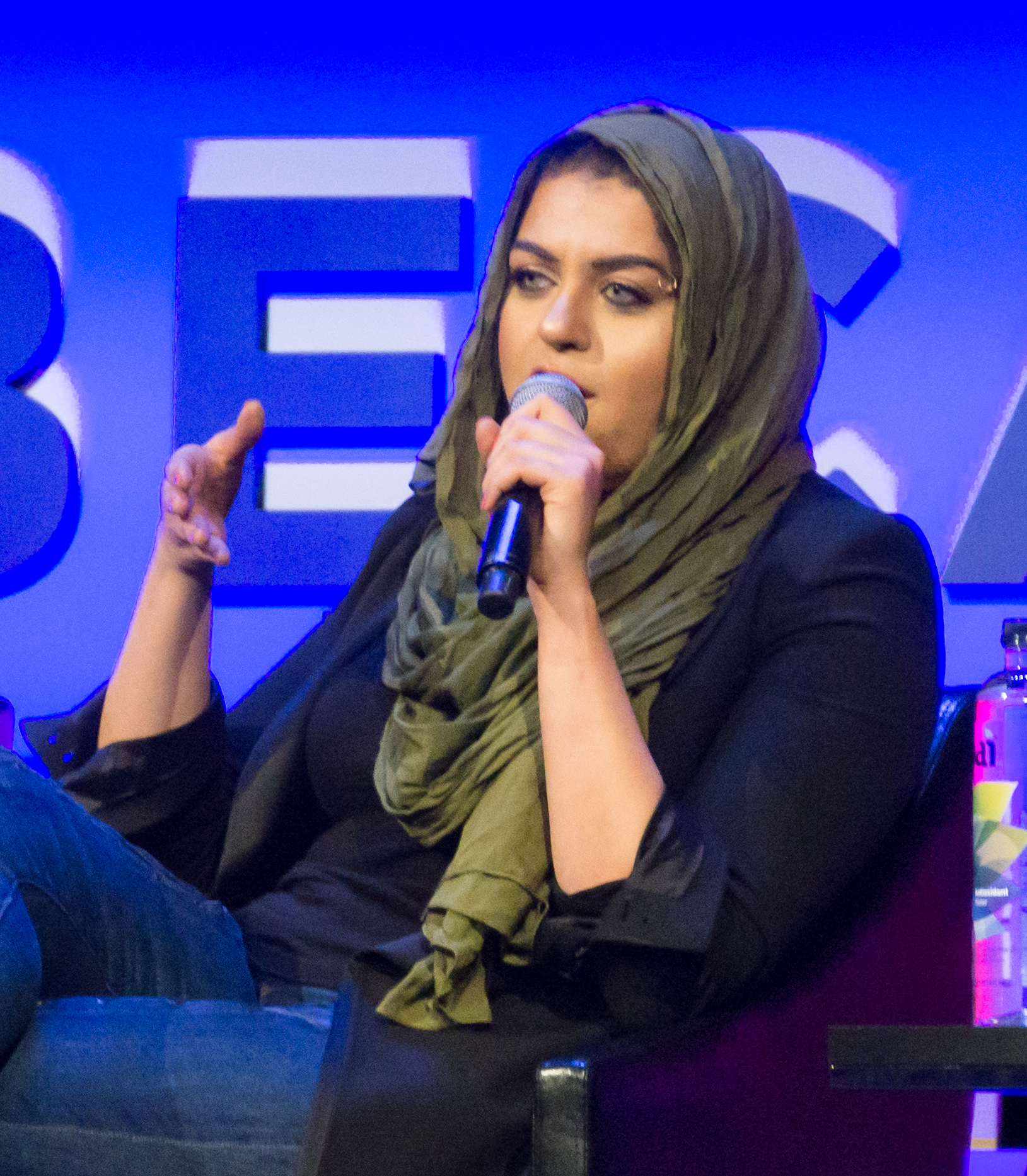
Amani al-Khatahtbeh vid Tribecas filmfestival, 2018

Amani al-Khatahtbeh, född 1992, är en palestinsk-amerikansk författare och aktivist, känd för att ha grundat webbmagasinet MuslimGirl.

## Biografi
Amani al-Khatahtbeh växte upp i New Jersey. Hon har beskrivit hur hennes uppväxt som kvinna och muslim till stor del kom att präglas av den antimuslimska retorik och islamofobi som frodades efter 11 september-attackerna och Kriget mot terrorismen. De övervägande negativa budskapen om muslimer och islam fick enligt al-Khatahtbeh henne att känna sig ensam och isolerad. När hon var 13 år gammal flyttade familjen till Jordanien, varifrån Amanis pappa kommer, på grund av en ökande rädsla för det tilltagande våldet som riktades mot muslimer i USA under perioden.
Under tiden hon bodde i Jordanien utvecklade al-Khatahtbeh en starkare relation till islam och upplevde att hon kunde börja återta sin identitet som muslim. När familjen senare flyttade tillbaka till USA började hon bära hijab som en motståndssymbol mot islamofobi. Amani al-Khatahtbeh var den första kvinna i sin familj att bära hijab, något som ledde till att hennes kvinnliga släktingar ordnade en intervention för att försöka övertala henne om att sluta bära hijab, något som enligt Amani ledde till att hon ännu starkare kände att hon ville bära slöja. Valet att bära slöja innebar även att en stor del av al-Khatahtbehs klasskompisar slutade att umgås med henne och att hennes lärare började behandla henne annorlunda.
Mot bakgrund av de svårigheter hon upplevt under uppväxten grundade al-Khatahtbeh som sjuttonåring MuslimGirl, en plattform som började som en samling bloggar för henne och hennes vänner från moskén hon brukade besöka. MuslimGirl lanserade den 27 mars 2017 dagen för muslimska kvinnor, som infaller just den 27 mars. Syftet var att lyfta muslimska kvinnors historia, bedrifter och särskilda kännetecken.
al-Khatahtbeh hamnade 2016 på Forbes lista 30 Under 30 - Media.
År 2020 kandiderade al-Khatahtbeh som första muslimska kvinna till att bli New Jerseys representant till kongressen. Hon förlorade valet till den då sittande kongressledamoten.